# Шнип, Виктор Анатольевич
Ви́ктор Анато́льевич Шнип (бел. Ві́ктар Анато́льевіч Шніп; род. 26 марта 1960 года) — белорусский писатель, переводчик. Член Союза писателей СССР (1984). Лауреат премии имени Владимира Маяковского Совета Министров Грузинской ССР (1987). Лауреат специальной премии Президента Республики Беларусь в номинации «Художественная литература» (2008).

## Биография
Родился 26 марта 1960 года в д. Пугачи Воложинского района Минской области в крестьянской семье.
В 1978 году окончил Минский архитектурно-строительный техникум. Работал плотником на стройках Минска, литературным консультантом в журнале «Нёман» и в газете «Вячэрні Мінск». В 1987 году окончил Высшие литературные курсы в Москве. Работал редактором отдела культуры в журнале «Беларусь» (с 1987 года), газетах «Наша слова» (ответственный секретарь) и «Літаратура і мастацтва» (заместитель главного редактора, главный редактор в 2002—2003). В 2003—2008 годах — заместитель главного редактора, с 2008 года — главный редактор издательства «Мастацкая літаратура». Состоит в браке с Л. И. Рублевской.

## Творчество
Дебютировал в 1977 году (газета «Чырвоная змена»). Является автором более 10 поэтических книг, ряд стихотворных текстов положены на музыку белорусскими рок-группами. Пишет прозу, переводит на белорусский язык.

### Сборники поэзии
- бел. «Гронка святла» («Кисть света») (1983)
- бел. «Пошук радасці» («Поиск радости») (1987)
- бел. «Шляхам ветру» («Путём ветра») (1977)
- бел. «Горад Утопія» («Город Утопия») (1990)
- бел. «На рэштках Храма» («На развалинах Храма») (1995)
- бел. «Чырвоны ліхтар» («Красный фонарь») (2000)
- бел. «Інквізіцыя» («Инквизиция») (2002)
- бел. «Выратаванне атрутай» («Спасение ядом») (2003)
- бел. «Беларускае мора» («Белорусское море») (2004)
- бел. «Першы папяровы снег (Выбранае. 1978—2008)». («Первый бумажный снег. (Избранное. 1978—2008)») (2014)
- бел. «Чырвоны ліхтар-2» («Красный фонарь-2») (2016)

### Сборники поэзии и прозы
- бел. «Балада камянёў : паэзія і проза» («Баллада камней : поэзия и проза») (2006)
- бел. «Страла кахання, любові крыж : кніга паэзіі і прозы» («Стрела страсти, любви крест : книга поэзии и прозы») (2008)
- бел. «Проза і паэзія агню : вершы, аповесць, эсэ» («Проза и поэзия огня : стихотворения, повесть, эссе») (2010)
- бел. «Тутэйшая туга» («Здешняя тоска») (2014)
- бел. «Партрэты» («Портреты») (2023)

### Литературные произведения для детей
- бел. «Наш Максім гаворыць: — Гу! : Вершы» («Наш Максим говорит: — Агу! : Стихи») (1999)

### Дневниковая проза
- бел. «Пугачоўскі цырульнік : дзённікавая проза паэта» («Пугачёвский цирюльник : дневниковая проза поэта») (2013)
- бел. «Заўтра была адліга» («Завтра была оттепель») (2015)
- бел. «Трава бясконцасці» («Трава бесконечности») (2018)

### В сборниках
- Пугач // Нявеста для Базыля: казкі / уклад. А. Спрынчан. — Минск: Мастацкая літаратура, 2017. — С. 211—213. — 214 с. — (Беларуская аўтарская казка).
- Вандроўка з Янкам Маўрам (верш) // Янка Маўр. Наш вечны рабінзон: штрыхі да партрэта / уклад. М. Міцкевіч. — Минск: Мастацкая літаратура, 2018. — С. 125—126. — 127 с. — (ЖЗЛБ).

## Награды и звания
- 1987 год — лауреат имени Владимира Маяковского Совета Министров Грузинской ССР за книгу «Гронка святла» (1987).
- 2006 год — лауреат литературной премии «Золотой купидон»
- 2008 год — лауреат специальной премии Президента Республики Беларусь деятелям культуры и искусства в номинации «Художественная литература».
- 2019 год — награждён медалью Франциска Скорины[3].
- 2023 — лауреат премии имени Максима Танка в номинации «Поэзия», за книгу стихов «Васільковы мёд»[4].